# Споменик српским ратницима у Лазаревцу
Споменик Споменик српским ратницима споменик је у Београду. Налази се у центру Лазаревца испред Библиотеке „Димитрије Туцовић”.
Подигнут је 1994. године на осамдесетогодишњицу Колубарске битке, а представља српског ратника из Колубарске битке. Аутор споменика је српски вајар Драган Николић из Београда. На постаменту споменика пише:
„За краља и отачаство. Са вером у бога.

Слава српским ратницима 1912—1918”.